# Collix rhabdoneura
Collix rhabdoneura är en fjärilsart som beskrevs av Louis Beethoven Prout 1941. Collix rhabdoneura ingår i släktet Collix och familjen mätare. Inga underarter finns listade i Catalogue of Life.